# Patrick Jovanovic
Patrick Jovanovic (* 17. Dezember 1973 in Wien als Prvoslav Jovanovic) ist ein ehemaliger österreichischer Fußballspieler auf der Position eines Verteidigers und nunmehriger -trainer.

## Karriere

### Als Spieler
Jovanovic begann seine Karriere beim SK Rapid Wien, wo er insgesamt 121 Mal in der Meisterschaft, 11 Mal im ÖFB-Cup und 12 Mal im Europacup spielte. 1998 wechselte er zum ebenfalls in der österreichischen Bundesliga spielenden SC Austria Lustenau, wo er zwei Saisonen lang blieb. Zum Saisonende 1999/2000 verließ er das Tabellenschlusslicht Lustenau und heuerte beim FC Kärnten an, mit dem er in der folgenden Saison Meister der Ersten Division und ÖFB-Cupsieger wurde. Weitere Stationen waren der SC/ESV Parndorf, der Kremser SC, der SV Horn, der ASV Vösendorf, die Wiener Viktoria und der SC Au/Leitha, bevor er 2011 den Trainerposten beim SC Kirchberg/Pielach übernahm. Bis Oktober 2014 war er als Spielertrainer beim SC Kirchberg/Pielach in der niederösterreichischen 2. Klasse Alpenvorland, wo er mit seiner Mannschaft in der Saison 2013/2014 Meister wurde.

### Als Trainer
Zur Saison 2015/16 wurde Jovanovic Co-Trainer bei den Amateuren des SK Rapid Wien. Mit diesen stieg er 2020 in die 2. Liga auf. Nach sechs Jahren als Co-Trainer unter verschiedenen Trainern wurde er zur Saison 2021/22 selber zum Cheftrainer befördert. In 16 Spielen unter seiner Leitung holte Rapid jeweils vier Siege und Remis und verlor acht Spiele. Im Jänner 2022 wurde er als Cheftrainer durch Stefan Kulovits ersetzt, woraufhin er ein zweites Mal Co-Trainer wurde.

## Erfolge
- Meister 1995/96 mit Rapid
- Cupsieger 1995  mit Rapid
- Finale Cup der Cupsieger 1996 in Brüssel mit Rapid
- Meister der 1. Division 2000/01 mit dem FC Kärnten
- ÖFB-Cupsieger 2000/01 mit dem FC Kärnten